# كم رغلان
كم رغلان (بالإنجليزية: Raglan sleeve)‏ هي أكمام تمتد في قطعة واحدة من القماش حتى الياقة، تاركةً التماس قطري من الإبط إلى الترقوة ما يعطي اللباس مظهرًا غير محدد نسبيًا[بحاجة لتوضيح].
سميت بهذا الاسم تيمنًا باللورد رغلان الأول، الذي قال أنه يرغب في ارتداء معطفًا بهذا النمط من الأكمام بعد أن فقد ذراعه في معركة واترلو. ابتكرت أكمام رغلان من قبل مصنعي المعاطف أكواسكوتم خصيصًا للورد رغلان ليعطيه مجالاً في استخدام سيفه في المعركة. حيث أعطى حرية أكبر في الحركة لمرتديه، عوض الأكمام العادية.